# François de Mandon
François de Mandon dit de Saint-Rémy,. est un militaire français du XVIe siècle. Il fut gouverneur de Saint-Rémy-de-Provence en 1562.

## Biographie
Membre de la famille de Mandon, il nait à Arles où son père exerçait le métier de notaire, François Mandon ne portait pas de particule devant son nom,. Marchand de son état. Il tenait alors un comptoir de mercerie.
En 1552, il choisit la carrière militaire. Il fut fait commissaire et commandant de l’artillerie du Languedoc. Il a participé aux guerres faites en Italie par Henri II.
Le 18 janvier 1562, Claude de Savoie, comte de Tende et gouverneur de Provence, le nomma gouverneur de la ville royale de Saint-Rémy-de-Provence.
Il s’est signalé au cours des guerres contre les protestants. Ses actions lui valurent d'être anobli par lettres du roi Charles IX faites à Toulouse en mars 1565 et vérifiées par la Cour des comptes d’Aix le 12 décembre 1565. D'après certains auteurs anciens ces lettres lui permirent de retrouver la noblesse que sa famille avait perdu par dérogeance.
François de Mandon épousa le 26 septembre 1563 Louise Martin dont il eut pour fils, Pierre de Mandon, sieur du Cazau, consul en 1608. 
Il mourut le 3 août 1575, probablement à Arles où a été retrouvé son épitaphe dans le couvent des Cordeliers.
La famille de Mandon, originaire du Bourbonnais, serait une branche cadette des seigneurs de Sindrai ou Cindré.